# Фторметан
Фтормета́н — легковоспламеняющееся химическое соединение из группы фторалканов, газообразное при комнатной температуре.

## Получение
Фторметан можно получить, смешав метан и фтор (реакция галогенирования):
{\displaystyle {\ce {CH_4 + F_2 -> CH_3F + HF}}}

## Безопасность
Фторметан образует с воздухом взрывоопасную смесь. Из-за отсутствия запаха загрязнение воздуха не ощущается. Токсическое воздействие на организмы неизвестно. Сжигание может привести к образованию высокотоксичного фтороводорода. Как и в случае с другими фторуглеродами и фторхлоруглеводородами, подозревается наркотическое действие.